# Бёмер, Гунтер
Гунтер Бёмер (нем. Gunter Böhmer, 13 апреля 1911, Дрезден — 8 января 1986, Лугано) — немецкий художник и иллюстратор.

## Биография
Гунтер Бёмер родился 13 апреля 1911 года в Дрездене. После учебы в гимназии в 1930 году он был без экзаменов принят в Дрезденскую художественную академию на отделение живописи и графики. Параллельно Бёмер изучал германистику в Дрезденском университете. С 1931 по 1933 учился в Берлинской академии художеств в мастерской Эмиля Орлика и Ганса Майда.
В 1933 году Бёмер получает приглашение от Германа Гессе посетить дом писателя в Монтаньоле. Гессе также познакомил художника с берлинским издателем Самуэлем Фишером, который подписал с Бёмером контракт на создание иллюстраций для книг. Благодаря данному сотрудничеству, рисунки Бёмера появились на страницах произведений Томаса Манна, Франца Кафки, Гюстава Флобера, Германа Гессе и многих других.
С 1934 по 1936 художник часто посещает Италию, а в 1936 году участвует в Венецианской биеннале. В этом же году Бёмер посетил сначала Париж, а затем Руан, где работал над созданием серии акварельных иллюстраций к роману Гюстава Флобера «Госпожа Бовари». В 1938 художник снова прибыл в Париж для сотрудничества с издательством «Альбатрос». В 1945 году Бёмер женился на Урсуле Бехлер.
В 40-х и 50-х годах Бёмер много путешествует по Италии и Франции, участвует в выставках и совместных проектах с известными европейскими художниками. В 1960 году Гунтера Бёмера приглашают в Штутгарт возглавить отделение графики в Государственной академии изобразительных искусств, спустя 20 лет художник был назван почетным членом этой академии. В 1981 году Бёмер был награждён орденом «За заслуги перед Федеративной Республикой Германия».

## Галерея
| - Моя мать, 1973 - Сон, 1975 - Поверженный, 1978 - Кошмар, 1979 - Угроза, 1980 - Цирковой номер, 1981 - Башня масок, 1981 |